# DFB-Ligapokal 2000
Der DFB-Ligapokal 2000 war die fünfte Auflage dieses Wettbewerbs. Teilnehmer waren die ersten sechs Mannschaften der vergangenen Bundesligasaison, einschließlich des FC Bayern München als Double-Gewinner (d. h. Meister und Pokalsieger im Jahr 2000). Die „Bayern“ gewannen in Leverkusen ihr viertes Finale in Folge klar durch ein 5:1 gegen Hertha BSC. Torschützenkönig wurde mit drei Treffern Alexander Zickler vom FC Bayern München.

## Turnierverlauf

### Vorrunde
| Datum                      |                  | Ergebnis  |                      | Ort                          |
| -------------------------- | ---------------- | --------- | -------------------- | ---------------------------- |
| 24. Juli 2000 um 20:30 Uhr | Hamburger SV     | 1:3 (1:1) | Hertha BSC           | Stadion Lohmühle, Lübeck     |
| 27. Juli 2000 um 20:30 Uhr | TSV 1860 München | 0:2 (0:2) | 1. FC Kaiserslautern | Südweststadion, Ludwigshafen |

### Halbfinale
| Datum                      |                     | Ergebnis              |                      | Ort                          |
| -------------------------- | ------------------- | --------------------- | -------------------- | ---------------------------- |
| 29. Juli 2000 um 17:45 Uhr | Bayer 04 Leverkusen | 1:1 (1:0) (4:5 i. E.) | Hertha BSC           | Paul-Greifzu-Stadion, Dessau |
| 30. Juli 2000 um 17:30 Uhr | FC Bayern München   | 4:1 (2:1)             | 1. FC Kaiserslautern | Rosenaustadion, Augsburg     |

### Finale
| Paarung           | FC Bayern München – Hertha BSC |
| Ergebnis          | 5:1 (0:0) |
| Datum             | 1. August 2000 um 20:30 Uhr |
| Stadion           | BayArena, Leverkusen |
| Zuschauer         | 12.500 |
| Schiedsrichter    | Hellmut Krug (Gelsenkirchen) |
| Tore              | 1:0 Alexander Zickler (50.) 2:0 Carsten Jancker (53.) 3:0 Eyjölfur Sverrisson (57., Eigentor) 3:1 Kai Michalke (61.) 4:1 Alexander Zickler (66.) 5:1 Alexander Zickler (85.) |
| FC Bayern München | Oliver Kahn – Michael Tarnat (78. Owen Hargreaves), Thomas Linke, Patrik Andersson, Hasan Salihamidžić – Thorsten Fink, Sławomir Wojciechowski, Michael Wiesinger (46. Mehmet Scholl), Ciriaco Sforza – Roque Santa Cruz (46. Carsten Jancker), Alexander Zickler Cheftrainer: Ottmar Hitzfeld |
| Hertha BSC        | Gábor Király – Marko Rehmer (26. Tony Sanneh), Josip Šimunić (55. Rui Marques), Eyjólfur Sverrisson – Pál Dárdai, Sebastian Deisler, Dariusz Wosz, Stefan Beinlich (72. Sixten Veit), Kai Michalke – Michael Preetz, Ali Daei Cheftrainer: Jürgen Röber                                        |
| Gelbe Karten      | Owen Hargreaves – Kai Michalke |

## Torschützen
| Rang | Spieler             | Verein               | Tore |
| ---- | ------------------- | -------------------- | ---- |
| 1    | Alexander Zickler   | FC Bayern München    | 3    |
| 2    | Carsten Jancker     | FC Bayern München    | 2    |
| 3    | Alex Alves          | Hertha BSC           | 1    |
| 3    | Stefan Beinlich     | Hertha BSC           | 1    |
| 3    | Andreas Buck        | 1. FC Kaiserslautern | 1    |
| 3    | Hans Jörg Butt      | Hamburger SV         | 1    |
| 3    | Pál Dárdai          | Hertha BSC           | 1    |
| 3    | Ulf Kirsten         | Bayer 04 Leverkusen  | 1    |
| 3    | Kai Michalke        | Hertha BSC           | 1    |
| 3    | Michael Preetz      | Hertha BSC           | 1    |
| 3    | Roque Santa Cruz    | FC Bayern München    | 1    |
| 3    | Mehmet Scholl       | FC Bayern München    | 1    |
| 3    | Jeff Strasser       | 1. FC Kaiserslautern | 1    |
| 3    | Igli Tare           | 1. FC Kaiserslautern | 1    |
| 3    | Michael Wiesinger   | FC Bayern München    | 1    |
|      | Eyjólfur Sverrisson | Hertha BSC           | ET   |